# Добре (гмина, Радзеёвский повет)
Добре (пол. Dobre) — сельская гмина (волость) в Польше, входит как административная единица в Радзеювский повет, Куявско-Поморское воеводство. Население — 5511 человек (на 2004 год).

## Сельские округа
1. Бодзаново
2. Бодзаново-Друге
3. Борово
4. Бронислав
5. Бычина
6. Бычина-Колёня
7. Чолпин
8. Дембы
9. Добре
10. Добре-Колёня
11. Добре-Весь
12. Клоново
13. Кощалы
14. Кшивосондз
15. Нарково
16. Пшисек
17. Смарглин
18. Щеблетово
19. Уломе

## Прочие поселения
1. Альтана
2. Людвиково
3. Моравы

## Соседние гмины
1. Гмина Крушвица
2. Гмина Осенцины
3. Гмина Радзеюв
4. Гмина Закшево